# Herophydrus nodieri
Herophydrus nodieri är en skalbaggsart som först beskrevs av Régimbart 1895.  Herophydrus nodieri ingår i släktet Herophydrus och familjen dykare. Inga underarter finns listade i Catalogue of Life.